# Fanesgruppe

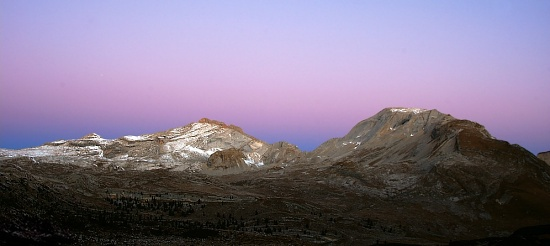
Zehner und Neuner

Die Fanesgruppe ist eine Gebirgsgruppe in den nordwestlichen Dolomiten in Italien. Ihre Namen verdankt sie der zentral gelegenen Fanes-Hochfläche, dem Schauplatz der ladinischen Sagen rund um das Reich der Fanes (Le rëgn de Fanes) ist. Als Teil der von der UNESCO unter „Nördliche Dolomiten“ zusammengefassten Dolomitengruppen, gehört die Fanesgruppe seit dem 26. Juni 2009 zum „Welterbe Dolomiten“.

## Lage und Abgrenzung
Die Fanesgruppe befindet sich östlich des Gadertals. Das davon in südöstliche Richtung abzweigende Enneberger bzw. Rautal bildet zu den Pragser Dolomiten hin die Nordostgrenze, die sich am Talschluss des Rautals an der Nordseite der Camin-Gruppe vorbei weiter zum Campo Croce fortsetzt. Hier biegt die Grenzziehung nach Süden durch das Val Travenanzes bis zum Falzarego-Pass. Die Linie Falzarego-Pass–Livinallongo–Arabba–Campolongo-Pass stellt die Südgrenze der Fanesgruppe dar. Die Tofane, die bei dieser Definition der Grenze nicht eingeschlossen sind, werden gelegentlich auch der Fanesgruppe zugeordnet.
Die größten Teile der Gebirgsgruppe liegen in Südtirol (Gemeinden Enneberg, Wengen, Abtei, Corvara und St. Martin in Thurn) und sind dort fast zur Gänze im Naturpark Fanes-Sennes-Prags geschützt. Östliche und südliche Teile der Fanesgruppe liegen in der Provinz Belluno (Venetien).

## Gipfel
- Antonispitze (2655 m)
- Col Bechei (2793 m)
- Col di Lana (2462 m)
- Eisengabelspitze (2532 m)
- Fanesturm (2922 m)
- Heiligkreuzkofel (2907 m)
- Hexenstein (2477 m)
- Kreuzspitze (2021 m)
- Lagazuoi (2835 m)
- Mittlere Fanisspitze (2889 m) mit der Cima Scotoni (2874 m)
- Monte Casale (2898 m)
- Monte Castello (2817 m)
- Monte Cavallo (2912 m)
- Monte Sief (2424 m)
- Neuner (2967 m)
- Nördliche Fanisspitze (2969 m)
- Paresberg (2396 m)
- Piz Cunturines (3064 m)
- Piz Lavarela (3055 m)
- Settsass (2571 m)
- Südliche Fanisspitze (2980 m)
- Zehner (3026 m)

## Schutzhütten
- Faneshütte
- Heiligkreuz-Hospiz
- Lagazuoihütte
- Lavarellahütte
- Pederü
- Scotonihütte